# Đặng Ất
Đặng Ất là giám sát ngự sử thời Lê sơ, đỗ hoàng giáp năm 1518.

## Thân thế
Đặng Ất là người làng Hải Triều, huyện Ngự Thiên, nay là làng Hải Triều, xã Tân Lễ, huyện Hưng Hà, Thái Bình, Việt Nam.

## Sự nghiệp
Ông đậu hoàng giáp khoa Mậu Dần năm Quang Thiệu thứ 3 lúc 24 tuổi. Ông làm quan đến chức giám sát ngự sử Hải Dương. Khi nhà Mạc giành ngôi nhà Lê sơ, ông không bị Mạc bắt giam và tự tử trong ngục.

## Nhận định
Trong Lịch triều hiến chương loại chí, ở "Nhân vật chí", Phan Huy Chú có viết một mục về ông tại phần "Bề tôi tiết nghĩa".